# Дедедо
Дедедо (англ. Dededo, чамор. Dedidu) — наиболее населённая деревня острова Гуам. Согласно переписи населения, в 2010 году в ней проживало 44 943 человека.

## История
До Второй Мировой войны деревня находилась на подножье холма Мачече. После войны военно-морской флот США построил жилье для перемещенных гуамцев и для рабочих, прибывающих из-за океана, благодаря которым Дедедо увеличился в размерах.

## Население
Согласно переписи населения США 2010 года, население Дедедо составляет 44 943 человека.

## География
Деревня расположена на плато в северной части острова. Он охватывает площадь около 78 км².

## Правительство
Мэром деревни является Мелисса Саварес.